# Vețelu
Vețelu – wieś w Rumunii, w okręgu Vâlcea, w gminie Copăceni. W 2011 roku liczyła 544 mieszkańców.